# Estádio Antônio Brejeiro
Estádio Municipal Antônio Brejeiro, mais conhecido como Brejeirão, é um estádio de futebol localizado em Tobias Barreto, no estado de Sergipe.
Seu nome foi dado em homenagem a um nobre parlamentar da cidade. Fundado em tempos recentes, serve como mando de campo para dois times da cidade de Tobias Barreto: o Amadense e o Sete de Junho. É, desde sua construção, administrado pela prefeitura da cidade e possui desde o erguimento capacidade para 4 mil pessoas.

## Reforma
Em 2010 o estádio foi reformado e ampliado.Na obra  foram investidos mais de R$ 500 mil. Todo o gramado foi trocado, banheiros adaptados para deficientes físicos foram construídos, a administração e as cabines de rádio foram reformadas, houve a ampliação da arquibancada e refletores foram instalados . Além de tudo isso, foram construídos um estacionamento para oferecer melhor acesso à viaturas policiais e ambulâncias e um poço de captação de água para a manutenção diária do gramado.

## Jogo beneficente
No final de 2010 aproveitando para visitar parentes e oficializar sua aposentadoria, o jogador Washington, campeão brasileiro em 2010 pelo Fluminense, jogou no estádio uma partida beneficente.